# 安安 (2019年大熊貓)
安安（2019年6月28日—），又名「林安安」，第三批贈港大熊貓之一，雄性。2024年與雌性大熊貓可可定居香港海洋公園。由於香港於1999年至2022年間有大熊貓安安，所以又被叫「第二代安安」。
安安的媽媽是首隻在泰國出生的大熊貓「林冰」，兄弟組妹有「文惠」、「海海」、「撈撈」、「武林」和「嘟嘟」，排第四，並與武林同胎所生，是林冰2019年雙胞胎中的哥哥。

## 幼年
安安在2019年6月出生於四川省中國大熊貓保護研究中心神樹坪基地，隨後被轉移到雅安市雅安基地。2019年10月29日，中國大熊貓保護研究中心向雅安市頒發命名証書和出生証明，雅安市宣佈將安安與雌性大熊貓「雅雅」定為城市吉祥物。「安安」的名稱就是來自雅安市。2022年8月3日，雅安市還舉辦了“雅雅”“安安”三周歲主題活動，照顧員為安安與雅雅準備了特製巨形蛋糕。雖然共作雅安市的吉祥物，但實際上安安與雅雅各自生活，不是伴侶。當地網民也發現安安來港前牠們已經分開了很久。
安安自幼動作敏捷，性格外向活潑，看見好玩有趣的事物都會想要嘗試，高興的時候更會喜歡在場地上奔跑。

## 定居香港
為慶祝中華人民共和國成立75周年，中央再向香港贈送兩隻大熊貓。中國大熊貓保護研究中心從近400隻大熊貓當中選出安安與可可，主要涉及兩方面的考慮：
1. 身體健康，擁有活潑的性格、強壯的體魄，以便順利適應香港的生活。
2. 生育機率大：安安的父輩和祖輩都是高產熊貓。當時希望安安與可可能夠在香港為熊貓家族開枝散葉。[6]當時尚未知道盈盈已經懷孕。

交接前，中國大熊貓保護研究中心對安安、可可進行了全面健康評估，同時還安排專家和飼養員與香港海洋公園人員前來學習、參與一對大熊貓飼養的4名飼養員進行深入交流，讓他們熟悉和掌握安安、可可的性情和生活習性，並與兩隻大熊貓建立信任。
2024年9月25日，中國大熊貓保護研究中心在都江堰舉辦歡送儀式，並且向香港海洋公園轉交安安與可可的檔案。9月26日，兩隻大熊貓於凌晨3時05分離開中國大熊貓保護研究中心都江堰基地，乘搭飛機由成都雙流國際機場前往香港，並於上午11時05分抵達香港國際機場。經過30天隔離檢疫，10月26日安安開始進駐海洋公園的香港賽馬會四川奇珍館，即第一對贈港大熊貓第一代安安與佳佳的故居。
2024年10月，香港舉辦了「大熊貓命名比賽」，搜集市民意見，幫安安、可可重新命名。比賽共收到超過22,600份命名建議，眾多命名建議中，期望沿用「安安」及「可可」的約佔逾1000份。12月7日，投票結果公布，決定沿用原名。命名比賽冠軍得獎者李嘉明表示，「安安」和「可可」能組成「安可」組合，寓意香港未來好事會繼續安可、接踵而來，故認為沿用原名很好。對於安安，她表示「安」有平安的意思，希望香港未來穩定平安。
2024年12月8日，香港賽馬會四川奇珍館向公眾開放，安安、可可開始與公眾見面。